# Călătorie pentru un surâs (film)
Călătorie pentru un surâs (în poloneză Podróż za jeden uśmiech) este un film polonez de aventuri pentru tineret din 1972, inspirat din romanul omonim din 1964 al lui Adam Bahdaj⁠(d). Cartea respectivă a stat, de asemenea, la baza unui popular serial de televiziune cu același nume, împărțit în 7 episoade.

## Rezumat
Doi verișori – „Duduś” Faferski și „Poldek” Wanatowicz – intenționează să meargă în vacanță pe malul Mării Baltice imediat după încheierea anului școlar. Tatăl lui Poldek, care trebuia să-i însoțească, pleacă în ultimul moment cu treburi la Gliwice și îi lasă pe băieți în grija mătușii lor, Ania. În același timp, iubitul sportiv al Aniei, Franek „Szajba”, îi propune să meargă într-o excursie comună, amenințând că dacă nu-l însoțește se va despărți de ea. În această situație, Poldek decide să meargă pe cont propriu, împreună cu Duduś.
În urma unei încurcături, ei pierd pe undeva banii destinați călătoriei. Cu toate acestea, nu sunt demoralizați și se hotărăsc să facă autostopul⁠(d) de la călătoria de la Cracovia (de la Varșovia în carte) până la mare – o călătorie cu toate mijloacele de transport posibile. Poldek și Duduś, personajele principale, întâlnesc pe drum oameni noi și interesanți și trec prin aventuri uimitoare. Răsfățat de părinții săi, Duduś experimentează o transformare interioară, călătorind prin Polonia cu rulota unor țigani. Hotărârea lor extraordinară de a ajunge fără bani la mamele lor din peninsula Hel (satul Międzywodzie⁠(d) de pe insula Wolin în carte) este răsplătită în cele din urmă. Băieții ajung sănătoși și teferi (deși fiecare într-un mod diferit).

## Distribuție
- Henryk Gołębiewski — Leopold „Poldek” Wanatowicz
- Filip Łobodziński⁠(d) — Janusz „Duduś” Fąferski
- Alina Janowska⁠(d) — „Mătușa Ula”, „regina autostopulului”, prietena de la serviciu a tatălui lui Poldek
- Jolanta Zykun⁠(d) — mătușa Ania
- Tomasz Kasprzykowski⁠(d) — baschetbalistul Franek Szajba, iubitul mătușii Ania
- Leszek Herdegen⁠(d) — șoferul Słyk
- Zygmunt Kęstowicz⁠(d) — șofer de camion
- Jan Machulski⁠(d) — Stanisław Wanatowicz, tatăl lui Poldek
- Jolanta Bohdal⁠(d) — îngrijitoarea taberei din Kazimierz
- Jadwiga Chojnacka⁠(d) — gospodină de la țară
- Joanna Duchnowska⁠(d) — Marta, participantă „sentimentală” la tabăra de vară
- Jerzy Cnota⁠(d) — autostopist
- Jerzy Braszka⁠(d) — autostopist
- Marian Cebulski⁠(d) — șeful taberei din Kazimierz
- Krystyna Borowicz⁠(d) — chelnerița de la han
- Janusz Kłosiński⁠(d) — agent de miliție
- Witold Skaruch — șoferul Fiatului care merge la Gdynia
- Bogusław Sochnacki⁠(d) — șoferul camionului ce transportă mobilă
- Jarosław Skulski⁠(d) — șoferul Nysei
- Mieczysław Voit⁠(d) — Czech, șoferul Mercedesului
- Hanna Skarżanka⁠(d) — gospodină
- Lidia Korsakówna⁠(d) — doamna din camping
- Henryk Bąk — soțul doamnei din camping
- Kazimierz Brusikiewicz⁠(d) — turist din camping
- Stanisław Igar⁠(d) — medic
- Andrzej Szajewski⁠(d) — „Don Juan”, șoferul de camion care merge la Wejherowo
- Jerzy Turek⁠(d) — șoferul camionului frigorific, admirator al lui Shakespeare
- Irena Karel⁠(d) — chelneriță la cafeneaua „Kolorowa” de pe debarcaderul din Sopot
- Aleksandra Zawieruszanka⁠(d) — Monika
- Aleksander Dzwonkowski⁠(d) — proprietarul pălăriei
- Tadeusz Pluciński⁠(d) — pilot, logodnicul Monikăi
- Teofila Koronkiewicz⁠(d) — doamna din tren
- Halina Kossobudzka⁠(d) — participantă la tabăra ecvestră
- Zofia Niwińska⁠(d) — participantă la tabăra ecvestră
- Edmund Fetting⁠(d) — profesorul Omielski, un biochimist celebru din Varșovia, care fuge de civilizație
- Ryszard Pietruski⁠(d) — directorul centrului „Kmita”
- Bolesław Płotnicki⁠(d) — medic, participant la tabăra ecvestră încuiat cu Poldek în pod
- Teresa Szmigielówna⁠(d) — mama lui Poldek
- Teresa Iżewska⁠(d) — Benia Fąferska, mama lui Duduś
- Leszek Kowalski — milițian de pe plajă
- Wojciech Ziętarski⁠(d) — un bărbat aflat la coadă la casa de bilete de la gara din Cracovia
- Edward Dymek⁠(d) — Jacek Piróg „Papuas”
- Bogdan Izdebski⁠(d) — Stefan Pająk, prietenul lui „Papuas”